# Pristimantis rufioculis
Espèce
Synonymes
- Eleutherodactylus rufioculis Duellman & Pramuk, 1999

Statut de conservation UICN

 VU  : Vulnérable
Pristimantis rufioculis est une espèce d'amphibiens de la famille des Craugastoridae.

## Répartition
Cette espèce est endémique du Nord-Ouest du Pérou. Elle se rencontre dans les régions d'Amazonas et de San Martín entre 1 138 et 2 180 m d'altitude dans la cordillère Centrale et sur le versant Est de la cordillère du Condor. 
Sa présence est incertaine en Équateur.

## Description
La femelle holotype mesure 20,6 mm et le mâle paratype 18,1 mm.

## Publication originale
- Duellman & Pramuk, 1999 : Frogs of the genus Eleutherodactylus (Anura: Leptodactylidae) in the Andes of northern Peru. Scientific Papers Natural History Museum the University of Kansas, no 13, p. 1-78 (texte intégral).